# Lechanice
Lechanice [pronunciación en polaco: /lɛxaˈnit͡sɛ/] es un pueblo ubicado  en el distrito administrativo de Gmina Warka, dentro del condado de Grójec, Voivodato de Mazovia, en el centro-este de Polonia. Se encuentra a unos 9 kilómetros al suroeste de Warka, a 22 kilómetros al sureste de Grójec, y a 55 kilómetros al sur de Varsovia.
El pueblo tiene una población de 150 habitantes.